# Отворено првенство Катара за мушкарце 2014.
Отворено првенство Катара за мушкарце 2014 (познат и под називом Qatar ExxonMobil Open 2014) је био тениски турнир који је припадао АТП 250 серији у сезони 2014. То је било двадесет и друго издање турнира који се одржао на тениском комплексу у Дохи у Катару од 30. децембра 2013. — 5. јануара 2014. на тврдој подлози.

## Поени и новчане награде

### Распоред поена
| Конкуренција | П   | Ф   | ПФ | ЧФ | 2К | 1К  | КВ  | КВ3 | КВ2 | КВ1 |
| Појединачна  | 250 | 150 | 90 | 45 | 20 | 0   | 12  | 6   | 0   | 0   |
| Парови       | 250 | 150 | 90 | 45 | 0  | Н/Д | Н/Д | Н/Д | Н/Д | Н/Д |

### Новчане награде
| Конкуренција | П        | Ф       | ПФ      | ЧФ      | 2К      | 1К      | КВ3    | КВ2  | КВ1 |
| Појединачна  | $188,600 | $99,325 | $53,800 | $30,655 | $18,060 | $10,700 | $1,820 | $870 | Н/Д |
| Парови       | $60,400  | $31,750 | $17,210 | $9,840  | $5,770  | Н/Д     | Н/Д    | Н/Д  | Н/Д |

* по тиму

## Носиоци
| Држава | Играч             | Позиција1 | Носилац |
| ------ | ----------------- | --------- | ------- |
| ШПА    | Рафаел Надал      | 1         | 1       |
| ШПА    | Давид Ферер       | 3         | 2       |
| УК     | Енди Мари         | 4         | 3       |
| ЧЕШ    | Томаш Бердих      | 7         | 4       |
| ФРА    | Ришар Гаске       | 9         | 5       |
| НЕМ    | Филип Колшрајбер  | 22        | 6       |
| ЛЕТ    | Ернестс Гулбис    | 24        | 7       |
| ШПА    | Фернандо Вердаско | 30        | 8       |

### Други учесници
Следећи играчи су добили специјалну позивницу за учешће у појединачној конкуренцији:
- Карим Хосам
- Малек Џазири
- Моуса Шанан Зајед

Следећи играчи су ушли у главни жреб кроз квалификације:
- Дастин Браун
- Данијел Еванс
- Петер Гојовчик
- Доминик Тим

### Носиоци у конкуреницији парова
| Држава | Играч            | Држава | Играч             | Позиција1 | Носиоци |
| ------ | ---------------- | ------ | ----------------- | --------- | ------- |
| АУТ    | Александер Пеја  | БРА    | Бруно Соарес      | 7         | 1       |
| ШПА    | Давид Мареро     | ШПА    | Фернандо Вердаско | 13        | 2       |
| ХРВ    | Иван Додиг       | БРА    | Марсело Мело      | 13        | 3       |
| ФИЛ    | Трит Конрад Хјуи | GBR    | Доминик Ингло     | 49        | 4       |

### Други учесници
Следећи парови су добили специјалну позивницу за учешће у конкуренцији парова:
- Малек Џазири /  Моуса Шанан Зајед
- Рафаел Надал /  Франсиско Роих

## Шампиони

### Појединачно
Рафаел Надал је победио  Гаела Монфиса са 6:1, 6:7(5–7), 6:2.
- Надалу је то била прва (од четири) титуле те сезоне и 61-ва у каријери.

### Парови
Томаш Бердих /  Јан Хајек су победили  Александера Пеју /  Бруноа Соареса са 6:2, 6:4.
- Бердиху је то била једина титуле те сезоне и друга у каријери у конкуренцији парова.
- Хајеку је то била једина титуле те сезоне и прва у каријери.